# Natação no Campeonato Europeu de Esportes Aquáticos de 2016 - 100 m peito feminino
A prova dos 100 metros peito feminino da natação no Campeonato Europeu de Esportes Aquáticos de 2016 ocorreu nos dias 17 e 18 de maio em Londres, no Reino Unido. 

## Calendário
| Fase          | Data       | Hora  |
| ------------- | ---------- | ----- |
| Eliminatórias | 17 de maio | 10:26 |
| Semifinal     | 17 de maio | 18:42 |
| Final         | 18 de maio | 18:57 |

Todos os horários estão no horário local (UTC+0)

## Recordes
Antes desta competição, os recordes eram os seguintes:
| Recorde mundial       | Rūta Meilutytė        | 1:04.35 | Barcelona | 28 de julho de 2013  |
| Recorde europeu       | Rūta Meilutytė        | 1:04.35 | Barcelona | 28 de julho de 2013  |
| Recorde do campeonato | Rikke Møller Pedersen | 1:06.23 | Berlim    | 20 de agosto de 2014 |

Os seguintes novos recordes foram estabelecidos durante esta competição. 
| Data       | Prova     | Nadadora       | Nacionalidade | Tempo   | Recordes              |
| ---------- | --------- | -------------- | ------------- | ------- | --------------------- |
| 17 de maio | Semifinal | Rūta Meilutytė | Lituânia      | 1:06.16 | Recorde do campeonato |

## Medalhistas
| Ouro                 | Prata                           | Bronze             |
| Rūta Meilutytė (LTU) | Hrafnhildur Lúthersdóttir (ISL) | Chloe Tutton (GBR) |

## Resultados

### Eliminatórias
Esses foram os resultados das eliminatórias. 
| Pos. | Bateria | Raia | Nadadora                  | Nacionalidade        | Tempo   | Notas |
| ---- | ------- | ---- | ------------------------- | -------------------- | ------- | ----- |
| 1    | 5       | 4    | Rūta Meilutytė            | Lituânia             | 1:06.97 | Q     |
| 2    | 4       | 3    | Jenna Laukkanen           | Finlândia            | 1:07.67 | Q     |
| 3    | 4       | 4    | Martina Carraro           | Itália               | 1:07.73 | Q     |
| 4    | 3       | 3    | Chloe Tutton              | Reino Unido          | 1:07.92 | Q     |
| 5    | 5       | 5    | Hrafnhildur Lúthersdóttir | Islândia             | 1:07.99 | Q     |
| 6    | 5       | 1    | Martina Moravčíková       | Chéquia              | 1:08.25 | Q     |
| 7    | 4       | 5    | Arianna Castiglioni       | Itália               | 1:08.31 | Q     |
| 8    | 3       | 7    | Molly Renshaw             | Reino Unido          | 1:08.43 | Q     |
| 9    | 3       | 6    | Sophie Hansson            | Suécia               | 1:08.56 | Q     |
| 10   | 3       | 4    | Viktoriya Zeynep Güneş    | Turquia              | 1:08.59 | Q     |
| 11   | 5       | 3    | Fanny Lecluyse            | Bélgica              | 1:08.67 | Q     |
| 12   | 3       | 5    | Fiona Doyle               | Irlanda              | 1:08.79 | Q     |
| 13   | 5       | 6    | Ilaria Scarcella          | Itália               | 1:08.83 |       |
| 14   | 4       | 7    | Petra Chocová             | Chéquia              | 1:08.86 | Q     |
| 15   | 5       | 2    | Natalia Ivaneeva          | Rússia               | 1:09.09 | Q     |
| 16   | 5       | 0    | Vilma Ekström             | Suécia               | 1:09.16 | Q     |
| 17   | 3       | 8    | Silja Kaensaekoski        | Finlândia            | 1:09.20 | Q     |
| 18   | 4       | 1    | Fanny Deberghes           | França               | 1:09.39 |       |
| 19   | 1       | 4    | Andrea Podmaníková        | Eslováquia           | 1:09.61 |       |
| 20   | 4       | 8    | Dalma Sebestyén           | Hungria              | 1:09.67 |       |
| 21   | 4       | 9    | Jessica Steiger           | Alemanha             | 1:09.71 |       |
| 22   | 4       | 2    | Mariya Liver              | Ucrânia              | 1:09.78 |       |
| 23   | 3       | 0    | Jessica Eriksson          | Suécia               | 1:09.88 |       |
| 24   | 2       | 2    | Ariel Braathen            | Noruega              | 1:09.89 |       |
| 25   | 2       | 5    | Maria Romanjuk            | Estónia              | 1:09.95 |       |
| 26   | 4       | 6    | Amit Ivry                 | Israel               | 1:10.08 |       |
| 27   | 5       | 7    | Katie Matts               | Reino Unido          | 1:10.12 |       |
| 27   | 4       | 0    | Lisa Fissneider           | Itália               | 1:10.12 |       |
| 29   | 3       | 2    | Tjaša Vozel               | Eslovênia            | 1:10.16 |       |
| 30   | 3       | 1    | Mona McSharry             | Irlanda              | 1:10.27 |       |
| 31   | 2       | 6    | Lena Kreundl              | Áustria              | 1:10.30 |       |
| 32   | 2       | 0    | Christina Nothdurfter     | Áustria              | 1:10.53 |       |
| 33   | 5       | 9    | Dominika Sztandera        | Polónia              | 1:10.66 |       |
| 34   | 2       | 3    | Alina Bulmag              | Moldávia             | 1:10.74 |       |
| 35   | 5       | 8    | Ana Rodrigues             | Portugal             | 1:10.75 |       |
| 36   | 2       | 8    | Lisa Mamie                | Suíça                | 1:10.80 |       |
| 37   | 1       | 5    | Veera Kivirinta           | Finlândia            | 1:10.97 |       |
| 38   | 1       | 6    | Monika Štěpánová          | Chéquia              | 1:10.99 |       |
| 39   | 2       | 4    | Alina Zmushka             | Bielorrússia         | 1:11.13 |       |
| 40   | 3       | 9    | Sycerika McMahon          | Irlanda              | 1:11.18 |       |
| 41   | 1       | 2    | Maria Harutjunjan         | Estónia              | 1:11.22 |       |
| 42   | 1       | 3    | Aļona Ribakova            | Letônia              | 1:11.23 |       |
| 43   | 2       | 7    | Weronika Paluszek         | Polónia              | 1:11.28 |       |
| 44   | 2       | 9    | Lisa Zaiser               | Áustria              | 1:11.75 |       |
| 45   | 1       | 1    | Emina Pasukan             | Bósnia e Herzegovina | 1:12.23 |       |
| 46   | 2       | 1    | Stina Colleou             | Noruega              | 1:12.49 |       |
| 47   | 1       | 7    | Karleen Kersa             | Estónia              | 1:12.87 |       |
| 48   | 1       | 8    | Lucia Ledererová          | Eslováquia           | 1:15.66 |       |

### Semifinal
Esses foram os resultados das semifinais. 
Semifinal 1
| Pos. | Raia | Nadadora               | Nacionalidade | Tempo   | Notas |
| ---- | ---- | ---------------------- | ------------- | ------- | ----- |
| 1    | 5    | Chloe Tutton           | Reino Unido   | 1:07.69 | Q     |
| 2    | 2    | Viktoriya Zeynep Güneş | Turquia       | 1:07.81 | Q     |
| 3    | 6    | Molly Renshaw          | Reino Unido   | 1:07.82 | Q     |
| 4    | 7    | Fiona Doyle            | Irlanda       | 1:07.99 | Q     |
| 5    | 4    | Jenna Laukkanen        | Finlândia     | 1:08.22 |       |
| 6    | 1    | Natalia Ivaneeva       | Rússia        | 1:08.59 |       |
| 7    | 3    | Martina Moravčíková    | Chéquia       | 1:08.80 |       |
| 8    | 8    | Silja Kaensaekoski     | Finlândia     | 1:08.85 |       |

Semifinal 2
| Pos. | Raia | Nadadora                  | Nacionalidade | Tempo   | Notas |
| ---- | ---- | ------------------------- | ------------- | ------- | ----- |
| 1    | 4    | Rūta Meilutytė            | Lituânia      | 1:06.16 | Q,    |
| 2    | 3    | Hrafnhildur Lúthersdóttir | Islândia      | 1:07.28 | Q     |
| 3    | 5    | Martina Carraro           | Itália        | 1:07.53 | Q     |
| 4    | 2    | Sophie Hansson            | Suécia        | 1:07.59 | Q     |
| 5    | 6    | Arianna Castiglioni       | Itália        | 1:08.29 |       |
| 6    | 1    | Petra Chocová             | Chéquia       | 1:08.35 |       |
| 7    | 7    | Fanny Lecluyse            | Bélgica       | 1:08.38 |       |
| 8    | 8    | Vilma Ekström             | Suécia        | 1:09.48 |       |

### Final
Esse foi o resultado da final. 
| Pos.              | Raia | Nadadora                  | Nacionalidade | Tempo   | Notas |
| ----------------- | ---- | ------------------------- | ------------- | ------- | ----- |
| Medalha de ouro   | 4    | Rūta Meilutytė            | Lituânia      | 1:06.17 |       |
| Medalha de prata  | 5    | Hrafnhildur Lúthersdóttir | Islândia      | 1:06.45 |       |
| Medalha de bronze | 2    | Chloe Tutton              | Reino Unido   | 1:07.50 |       |
| 4                 | 8    | Fiona Doyle               | Irlanda       | 1:07.76 |       |
| 5                 | 3    | Martina Carraro           | Itália        | 1:07.81 |       |
| 6                 | 7    | Viktoriya Zeynep Güneş    | Turquia       | 1:07.83 |       |
| 7                 | 1    | Molly Renshaw             | Reino Unido   | 1:07.93 |       |
| 8                 | 6    | Sophie Hansson            | Suécia        | 1:07.99 |       |

Legenda
| Recorde mundial       | Recorde mundial (World record)               |                       | Recorde africano                      | Recorde africano (African) |                                           | Q | Classificado por posição (Qualified) |
| Recorde do campeonato | Recorde do campeonato (Championship record)  | Recorde da América    | Recorde da América (Americas)         | q                          | Classificado por melhor tempo (Qualified) |   |                                      |
| Melhor marca do ano   | Melhor marca do ano (World leading)          | Recorde asiático      | Recorde asiático (Asian)              | DNS                        | Não largou (Did not start)                |   |                                      |
| Recorde nacional      | Recorde nacional (National record)           | Recorde europeu       | Recorde europeu (European)            | DNF                        | Não terminou (Did not finish)             |   |                                      |
| Recorde pessoal       | Recorde pessoal do atleta (Personal best)    | Recorde da Oceania    | Recorde da Oceania (Oceania)          | DSQ / DQ                   | Desclassificado (Disqualified)            |   |                                      |
| Recorde da temporada  | Recorde da temporada do atleta (Season best) | Recorde sul-americano | Recorde sul-americano (South America) | NM                         | Sem marca (No mark)                       |   |                                      |